# 馬德里地鐵5號線
馬德里地鐵5號線（西班牙語：Línea 5）是馬德里地鐵的一條路線，於1968年6月5日開始營運，來往卡亞俄站和卡拉萬切爾站，後者與當時的S線共用月台。1970年3月2日延長至線形城站，但班塔斯站至該站的路段在1964年已經作為2號線的一部分通車。1976年，S線的卡拉萬切爾站至阿魯切站段轉交此線，提供往市中心較方便的轉乘往阿爾科爾孔和莫斯托萊斯的新鐵路線，現時為西班牙近郊鐵路C-5線的一部分。1980年5月28日延長至卡尼列哈斯站。1999年10月27日新增了歐仁妮·德·蒙蒂若站。此站位於隧道口，因此為地面車站。大部分阿魯切站和田園之家站的路段在10號線南延後於2002年5月22日轉交5號線。2006年11月24日延長至奧蘇納道站。5號線一個特點是此線的阿魯切站是地面島式月台的車站，並是唯一地鐵位於近郊鐵路上面的車站，正常應相反。5號線主要使用6節2000B型列車，但仍有少量2000A型列車在線上運行。此線是最後一條以狹窄樣式興建的路線。

5號線地圖